# إشتفان مارتون
إشتفان مارتون هو سياسي مجري، ولد في 21 يونيو 1943 في Celldömölk ‏ في المجر، وتوفي في 19 أبريل 2015 في ناجيكانيزسا في المجر. انتخب mayor of a place in Hungary ‏ ناجيكانيزسا (2006 – 2010).